# Salvatore Riina
Salvatore Riina, ismertebb nevén Totò Riina, (Corleone, 1930. november 16. – Parma, 2017. november 17.) olasz bűnöző, maffiózó, a Corleone-klánhoz tartozó család, a Cosa Nostra (magyarul: mi ügyünk) elnevezésű bűnszervezet tagja, majd vezetője. 1993 januárjában számos gyilkosságért letartóztatták és életfogytiglani börtönbüntetésre ítélték.
Riina volt a szicíliai maffia vezetője, amikor két merényletben a maffia meggyilkolta Giovanni Falcone és Paolo Borsellino bírókat.